# Dyscophus guineti
Dyscophus guineti és una espècie de granota de la família Microhylidae que viu a Madagascar.
Està amenaçada d'extinció per la pèrdua del seu hàbitat natural.